# Marlis Hochbruck
Marlis Hochbruck (Krefeld, 12 de junho de 1964) é uma matemática e analista numérica alemã, conhecida por suas pesquisas sobre exponenciais matriciais, exponenciais integradores, e suas aplicações para a solução numérica de equações diferenciais. É professora do Instituto de Matemática Aplicada e Numérica do Instituto de Tecnologia de Karlsruhe.

## Formação e carreira
Marlis Hochbruck frequentou o colégio em Krefeld, e estudou engenharia matemática no Instituto de Tecnologia de Karlsruhe de 1983 a 1989, onde obteve um doutorado em 1992. Sua tese, Lanczos und Krylov-Verfahren für nicht-Hermitesche lineare Systeme, foi orientada conjuntamente por Wilhelm Niethammer e Michael Eiermann.
Após pesquisas de pós-doutorado no Instituto Federal de Tecnologia de Zurique, foi assistente na Universidade de Würzburgo em 1992, seguindo para a Universidade de Tübingen em 1994. Obteve sua primeira cátedra em 1998, em matemática aplicada na Universidade de Düsseldorf. Em 2010 retornou para Karlsruhe como professora. É paralelamente desde 2014 vice-presidente da Deutsche Forschungsgemeinschaft (DFG).

## Publicações selecionadas
- Hochbruck, Marlis; Lubich, Christian (1997), «On Krylov subspace approximations to the matrix exponential operator», SIAM Journal on Numerical Analysis, 34 (5): 1911–1925, CiteSeerX 10.1.1.452.3700, MR 1472203, doi:10.1137/S0036142995280572
- Hochbruck, Marlis; Lubich, Christian; Selhofer, Hubert (1998), «Exponential integrators for large systems of differential equations», SIAM Journal on Scientific Computing, 19 (5): 1552–1574, MR 1618808, doi:10.1137/S1064827595295337
- Hochbruck, Marlis; Ostermann, Alexander (2005), «Explicit exponential Runge–Kutta methods for semilinear parabolic problems», SIAM Journal on Numerical Analysis, 43 (3): 1069–1090, MR 2177796, doi:10.1137/040611434
- Hochbruck, Marlis; Ostermann, Alexander (2010), «Exponential integrators», Acta Numerica, 19: 209–286, Bibcode:2010AcNum..19..209H, MR 2652783, doi:10.1017/S0962492910000048